# جوشوا جونسون (لاعب كرة قدم)
جوشوا جونسون (بالإنجليزية: Joshua Johnson)‏ (مواليد 26 سبتمبر 2004) هو لاعب كرة قدم إنجليزي محترف يلعب كلاعب خط وسط لنادي أكسفورد يونايتد.